# Геостратегия
Геостра́тегия (географическая стратегия) — политическая наука, определяющая средства и методы для достижения геополитической цели государства или группы государств-союзников — сохранения и увеличения мощи государства или союза государств, а в неблагоприятных условиях кризиса — минимизации ущерба и восстановления первоначального докризисного состояния.
Оперирует категориями социума, экономики, политики, национальной культуры, военной мощи и других стратегических элементов не только государства-заказчика или заказчика — союза государств, но также изучает и учитывает стратегический потенциал иных государств, подразделяя их в общем виде на потенциальных союзников, противников или нейтралов.
Всегда учитывает стратегические свойства географической среды, в которой реализуется.
Является инструментом национальной, а в союзе государств — союзной геополитики. В иерархии политических наук занимает подчиненное положение по отношению к политике и геополитике. Составными необходимыми и неотъемлемыми частями геостратегии являются национальная стратегия и стратегическая география.
Для получения достоверной информации о внешнем мире пользуется услугами стратегической разведки.

## Исторический экскурс
Стратегия как комплекс мер экономического, торгового, социального, политического, идеологического, дипломатического и военного характера жизнедеятельности государственного организма племени, союза племен, княжества, королевства, ханства, султаната, империи, конституционной монархии, республики и других всегда реализовывалась в географическом пространстве и реальном времени.
Выработка текущей стратегии опиралась на предшествующий опыт (история), современное состояние (политика и стратегическая разведка) и планирование и прогноз.
В теоретической научной сфере сложилось так, что теория географии и стратегии развивались параллельно для удобства анализа. В практической деятельности конкретных исторических лиц, облеченных широкими экономическими, социальными, политическими, дипломатическими и военными полномочиями, география и стратегия органично сливались и были неразрывны в силу их естественной природы.
К середине XIX века в результате обобщения и анализа накопленных знаний стратегия и география вполне оформились как научно-теоретические, необходимые для изучения и дальнейшего практического применения дисциплины. Выделилась военная география, первоначальный аналог стратегической географии узкоспециального применения в военном деле.
Война, по определению Клаузевица «как продолжение политики другими средствами» перестала быть импровизацией талантливых полководцев и политических деятелей и изучение этого явления выявило определенные закономерности. Политика, также накопив практический опыт, становилась «наукой», подлежащей изучению и обучению. Конец XIX и начало XX века — время широкого теоретического обобщения мыслителями ряда стран ретроспективы, современного им положения политической карты мира и ряда удачных и точных прогнозов исторических и политических событий. Отчётливое теоретическое осознание того, что события зависят не только от воли, желания, опыта и таланта политика, религиозного лидера, дипломата или полководства, но и от свойств географической среды, где осуществляется человеческая деятельность, привело к понятию «географической стратегии».